# Distrito capital
Un distrito capital o distrito de la capital  (en inglés: capital district) se define como la sede de gobierno de un país (generalmente no federal) donde se administra la economía y la política, y posee mayores beneficios a los demás territorios que conforman una nación. El Distrito capital es por lo tanto, el único municipio de administración directa que solo incluye la capital del estado.
El término se inicia en Estados Unidos y se extiende a muchas partes del mundo, debido a que es propio de ese país, una forma de anglicismo, varios países han adoptado otros nombres como territorio, región o área capital.

## Etimología
El término distrito capital es comúnmente utilizado para referirse a la zona alrededor de la capital del estado. La primera referencia al nombre distrito capital parece surgir de la abreviación de distrito capital policial a finales de 1860 en Nueva York como intento de estado que comprendía las áreas de Albany, Troy, Rensselaer, Watervliet, y Cohoes en conjunto, después de la creación del Distrito federal, en los Estados Unidos.

## Diferencias
El término distrito capital es ambiguo, dependiendo de las leyes de cada país. Un ejemplo sería Colombia, donde el distrito capital es el tipo de organización que rige en Bogotá, la cual es la sede de los poderes nacionales, su alcalde es elegido por voto popular y tiene gobierno local.
En Venezuela el Distrito Capital desde 1999 es un territorio con la capital Caracas que tiene jefe de gobierno y alcalde elegido por voto popular. En Paraguay, un distrito es la circunscripción territorial local de carácter político-administrativa más pequeña, ya que es una subdivisión de un Departamento, pero el Distrito Capital no forma parte de ninguno de los departamentos paraguayos desde 1992: se trata de la capital nacional, Asunción.
Otra distinción debe hacerse a partir de las divisiones administrativas que incluyen las capitales nacionales, pero no tienen un estatuto especial designado legalmente (por ejemplo, Isla de Francia no tiene calidad diferente de otras regiones de Francia). Algunos países federales (como Bélgica), dan a sus capitales nacionales la condición de unidades completas, federales iguales.
En algunos países no confederados hay regiones capitales que no tienen un significado especial, pero mantienen el nombre. Por ejemplo la Región Capital de Dinamarca.